# Partit Socialdemòcrata (Ruanda)
El Partit Socialdemòcrata (francès Parti Social Démocrate, kinyarwanda Ishiyaka Riharanira Demokrasi n'Imibereho Myiza y’Abaturage) és un partit polític de centre-esquerra socialdemòcrata de Ruanda.

## Història
El partit va ser creat l'1 de juliol de 1991 per Félicien Gatabazi i Frédéric Nzamurambaho, i va era sobrenomenat el Partit dels Intel·lectuals. Va formar un bloc que oposava al president Juvénal Habyarimana junt amb el Partit Liberal i el Moviment Democràtic Republicà, però durant el temps del genocidi ruandès era l'únic partit important que Habyarimana no havia aconseguit dividir. Els principals líders del PSD com Théoneste Bagosora foren assassinats el matí del primer dia del genocidi buscant crear un buit per prendre el poder.
Al final del genocidi el partit es va unir al govern d'unitat nacional. Va donar suport al president Paul Kagame a les eleccions presidencials ruandeses de 2003, i va obtenir el 12% dels vots a les eleccions parlamentàries ruandeses de 2003, obtenint 7 escons.
El percentatge de vots del partit es va elevar fins a un 13% a les eleccions parlamentàries ruandeses de 2008, i va mantenir els seus set escons. A les eleccions presidencials ruandeses de 2010, el partit va presentar el seu candidat Jean Damascene Ntawukuriryayo; va rebre el 5% dels vots, i va ser el segon després de Kagame, que va rebre el 93%.
A les eleccions parlamentàries ruandeses de 2013 el partit va tornar a rebre el 13% dels vots, obtenint set escons.

## Resultats electorals

### Cambra de Diputats
| Any  | Vots    | %      | Escons | +/– | Pos. |
| ---- | ------- | ------ | ------ | --- | ---- |
| 2003 | 463,067 | 12.31% | 7 / 80 | 7   | 2n   |
| 2008 | 609,327 | 13.12% | 7 / 80 | =   | = 2n |
| 2013 |         | 13.03% | 7 / 80 | =   | = 2n |
| 2018 | 586,215 | 8.80%  | 5 / 80 | 2   | = 2n |